# Adrian Frey
Adrian Frey (* 1. April 1958 in Aarau) ist ein Schweizer Jazzpianist.

## Leben und Wirken
Frey trat nach ersten musikalischen Erfahrungen mit Jazz und Improvisation im familiären Rahmen bereits mit 19 Jahren auf dem Jazz Festival Zürich auf. Anschliessend besuchte  er das Konservatorium Zürich (Hauptfach Klavier, Nebenfach Kontrabass). Die Fortsetzung seiner Studien am Bostoner New England Conservatory bei Ran Blake, George Russell und Bob Moses beeinflussten sein Streben nach einem eigenen musikalischen Ausdruck. Später vertiefte er seine Kenntnisse von lateinamerikanischer Musik durch einen viermonatigen Aufenthalt in Havanna, wo er Unterricht in Perkussion und Klavier erhielt.
1995 veröffentlichte er seine Debüt-CD mit seinem Trio, dem damals Rätus Flisch und Tony Renold angehörten. 2001 folgte die zweite Trio-CD The Sign mit Dominique Girod am Kontrabass und Dominik Burkhalter am Schlagzeug. Seit 1997 leitete Frey auch ein Septett, das 2004 das Album Seven Songs mit Eigenkompositionen präsentierte.
Im Herbst 2002 tourte Frey  mit der  amerikanischen Sängerin Peggy Chew in China. Mit dieser Band (Sonic Calligraphy) folgten weitere Tournéen in den USA und China (u. a., mit Willy Kotoun). 2004 vertrat er die Schweiz in der Big Band der European Broadcasting Union. Auch spielte er Konzerte mit Hal Crook, Adam Nussbaum, Franco Ambrosetti, Jay Clayton, Mighty Flea Conners, Daniel Schnyder, Reggie Johnson, Julio Barreto, Nat Su, Peter Schärli oder Jürg Morgenthaler. Er gehört auch zu Jochen Baldes subnoder, dem Zurich Jazz Orchestra und dem Martin Streule Jazz Orchestra.
2004 wurde seine Komposition Objects & Moments für Jazztrio und Streichorchester in verschiedenen Städten in der Schweiz aufgeführt. Er ist Hochschullehrer an der Zürcher Hochschule der Künste. Seit 2009 unterrichtet er auch an der New School und der William Paterson University.